# عكس (بديع)
العكس في الكلام يطلق على معان
- منها أن تقدم في الكلام جزءا ثم تعكس فتقدم ما أخرت وتؤخر ما قدمت ويسمى تبديلا أيضا، وهذا من مصطلحات أهل البديع المعدود في المحسنات المعنوية، ويقع على وجوه: منها أن يقع بين أحد طرفي جملة وما أضيف إليه ذلك الطرف نحو عادات السادات سادات العادات، فإن العكس فيه قد وقع بين العادات وهو أحد طرفي الكلام وبين السادات وهو الذي أضيف إليه العادات. ومعنى وقوعه بينهما أنه قدم العادات على السادات ثم عكس فقدم السادات على العادات
- ومنها أن يقع بين متعلقي فعلين في جملتين نحو تولج الليل في النهار وتولج النهار في الليل وتخرج الحي من الميت وتخرج الميت من الحي
- ومنها أن يقع بين لفظين في طرفي جملتين نحو لا هن حل لهم ولا هم يحلون لهن
- ومنها أن يقع بين طرفي الجملة كما قيل

ومن غريب أسلوب هذا النوع قوله تعالى: ومن يعمل من الصالحات من ذكر أو أنثى وهو مؤمن فأولئك يدخلون الجنة ولا يظلمون نقيرا، ومن أحسن دينا ممن أسلم وجهه لله وهو محسن فإن نظم الآية الثانية عكس نظم الأولى لتقدم العمل في الأولى عن الإيمان وتأخره في الثانية عن الإسلام. ومنه نوع يسمى القلب والمقلوب المستوي وما لا يستحيل بالانعكاس وهو أن تقرأ الكلمة من آخرها إلى أولها كما تقرأ من أولها إلى آخرها نحو كل في فلك وربك فكبر ولا ثالث له في القرآن. لكن صاحب التلخيص ذكر القلب والمقلوب المستوي في المحسنات اللفظية، فعلى هذا لا يكون هو من أنواع العكس.